# Mayobius riofrionus
Mayobius riofrionus är en mångfotingart som beskrevs av Chamberlin 1943. Mayobius riofrionus ingår i släktet Mayobius och familjen stenkrypare. Inga underarter finns listade i Catalogue of Life.